# Högbränntjärn
Högbränntjärn är ett naturreservat i Ljusdals kommun i Gävleborgs län.
Området är naturskyddat sedan 1996 och är 10 hektar stort. Reservatet består av mark kring Högbränntjärnen med granar, sumpskog och mossar. 